# Bill Nankeville
George William „Bill“ Nankeville (* 24. März 1925 in Guildford; † 8. Januar 2021 in Laleham) war ein britischer Mittelstreckenläufer, der sich auf die 1500-Meter-Distanz spezialisiert hatte.
Bei den Olympischen Spielen 1948 in London wurde er Sechster, und bei den Leichtathletik-Europameisterschaften 1950 in Brüssel gewann er Bronze. 1952 erreichte er bei den Olympischen Spielen in Helsinki das Halbfinale.
Viermal wurde er Englischer Meister im Meilenlauf (1948–1950, 1952).

## Persönliche Bestzeiten
- 1500 m: 3:46,6 min, 3. September 1953, Stockholm
- 1 Meile: 4:07,4 min, 9. September 1953, London